# Wiśniopol (rejon starokonstantynowski)
Wiśniopol (ukr. Вишнопіль) – wieś na Ukrainie w rejonie starokonstantynowskim obwodu chmielnickiego.

## Dwór
- dwór o charakterze pałacu wybudowany w połowie XIX wieku w stylu późnoklasycystycznym przez Włodzimierza Trzcińskiego istniał do 1917[1].